# Malik Raiah
Malik Raiah (sinh ngày 20 tháng 9 năm 1992) là một cầu thủ bóng đá người Algérie thi đấu cho JS Kabylie ở vị trí tiền vệ.